# Shane Archbold
Shane Archbold (Timaru, 2 febbraio 1989) è un ex pistard ed ex ciclista su strada neozelandese, nel 2011 ha vinto la medaglia d'argento nell'omnium ai campionati del mondo su pista.

## Carriera
Attivo tra gli Elite su pista dal 2008, nel 2011 vince la medaglia d'argento nell'omnium ai campionati del mondo di Apeldoorn e nel 2012 gareggia nella prova di specialità ai Giochi olimpici di Londra. Nel 2014 coglie la vittoria più importante facendo sua la prova dello scratch ai Giochi del Commonwealth a Glasgow.
Passato professionista su strada nel 2012 con il team Continental Marco Polo-Donckers Koffie, coglie la prima vittoria nel 2012 vincendo la terza tappa del Tour de Dordogne. Nel 2016 partecipa al Tour de France, salendo agli onori delle cronache a causa di una caduta: durante la 17ª tappa, con arrivo in salita a Finhaut-Emosson, si rompe il bacino, ma nonostante ciò riesce a tagliare il traguardo entro il tempo massimo; il giorno successivo è costretto al ritiro.

## Palmarès

### Strada
- 2007 (Juniores)

4ª tappa Tour du Pays de Vaud (Veytaux > Montreux)
- 2011 (PowerNet, una vittoria)

4ª tappa Mi-août en Bretagne (Guerlesquin > Guerlesquin)
- 2012 (Marco Polo-Donckers Koffie, una vittoria)

3ª tappa Tour de Dordogne (cronometro)
- 2013 (An Post-ChainReaction, una vittoria)

2ª tappa An Post Rás (Longford > Nenagh)
- 2019 (Bora-Hansgrohe, una vittoria)

2ª tappa Czech Cycling Tour (Olomouc > Frýdek-Místek)
- 2020 (Deceuninck - Quick Step, una vittoria)

Campionati neozelandesi, Prova in linea
- 2022 (Bora-Hansgrohe, una vittoria)

National Criterium Championships New Zealand

#### Altri successi
- 2012 (una vittoria, Marco Polo Donckers Koffie)

Prologo Tour de Southland (cronosquadre)

### Pista
- 2010

Campionati oceaniani, omnium
1ª prova Coppa del mondo 2010-2011, omnium (Melbourne)
- 2011

4ª prova Coppa del mondo 2010-2011, omnium (Manchester)
Campionati oceaniani, omnium
- 2013

Campionati neozelandesi, inseguimento a squadre (con Dylan Kennett, Marc Ryan e Andy van der Heyden)
Sei giorni delle Rose (con Dylan Kennett)
- 2014

Giochi del Commonwealth, scratch

## Piazzamenti

### Grandi Giri
- Tour de France

2016: non partito (18ª tappa)
Vuelta a España
2019: 151º

### Classiche monumento
- Giro delle Fiandre

2015: ritirato
2016: ritirato
2023: ritirato
- Parigi-Roubaix

2015: fuori tempo massimo
2016: 82º
2023: ritirato

### Competizioni mondiali
- Campionati del mondo su pista

Apeldoorn 2011 - Omnium: 2º
Melbourne 2012 - Omnium: 5º
Melbourne 2012 - Americana: 12º
Cali 2014 - Inseguimento individuale: 8º
Cali 2014 - Americana: 8º
- Campionati del mondo su strada

Aguascalientes 2008 - In linea Juniores: 80º
Yorkshire 2019 - In linea Elite: ritirato
Fiandre 2021 - In linea Elite: ritirato
- Giochi olimpici

Londra 2012 - Omnium: 7º